# كاثرين هير ويليامسون
كاثرين هير ويليامسون (بالإنجليزية: Catherine Hare Willianson)‏ هي دراجة بريطانية، ولدت في 13 مارس 1982 في بريطانيا العظمى في المملكة المتحدة.

## وصلات خارجية
- كاثرين هير ويليامسون على موقع الاتحاد الدولي للدراجات (الإنجليزية)
- كاثرين هير ويليامسون على موقع إحصائيات الدراجات الإحترافية (الإنجليزية)
- كاثرين هير ويليامسون على موقع نسبة الدراجات (الإنجليزية)